# Fútbol Club Barcelona "B" (fútbol sala)
El Fútbol Club Barcelona "B", cuyo nombre de competición es Barça "B" es un equipo español de fútbol sala de Barcelona. Es el equipo filial del Barça. Actualmente participa en la Segunda División de la LNFS.
El mayor logro histórico del equipo ha sido el título del Campeonato del Mundial sub-21 de clubes de futbol sala en 2022 y en 2023.

## Trayectoria Histórica[4]
| Temporada | División          | Posición |
| --------- | ----------------- | -------- |
| 2009-10   | 1ª Nacional "A"   |          |
| 2010-11   | División de Plata | 9º       |
| 2011-12   | Segunda División  | 6º       |
| 2012-13   | Segunda División  | 8º       |
| 2013-14   | Segunda División  | 4º       |
| 2014-15   | Segunda División  | 3º       |

| Temporada | División         | Posición |
| --------- | ---------------- | -------- |
| 2015-16   | Segunda División | 4º       |
| 2016-17   | Segunda División | Campeón  |
| 2017-18   | Segunda División | 3º       |
| 2018-19   | Segunda División | 5º       |
| 2019-20   | Segunda División | 11º      |

## Palmarés
- Segunda División (1): 2016/17.
- Campeonato del Mundial sub21 de fútbol sala (2): 2022, 2023.